# Łapanka
Łapanka fu il termine polacco usato per definire la pratica delle SS, della Wehrmacht e della Gestapo di prelevare i civili scegliendoli a caso nelle strade delle città polacche durante la seconda guerra mondiale.
I catturati in una łapanka venivano presi in ostaggio, arrestati, mandati nei campi di lavoro o di concentramento, o giustiziati sommariamente. In genere facevano lavori forzati nella Germania nazista, ma alcuni venivano presi come ostaggi o uccisi nelle azioni di rappresaglia, imprigionati e inviati nei campi di concentramento o soppressi nelle numerose operazioni di pulizia etnica.

## Descrizione

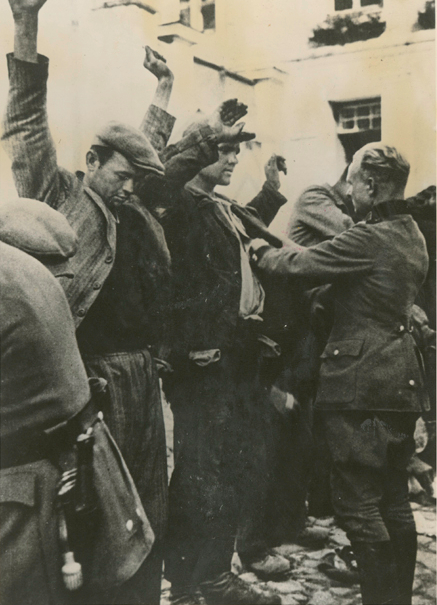
Rastrellamento in strada a Varsavia nel 1941.

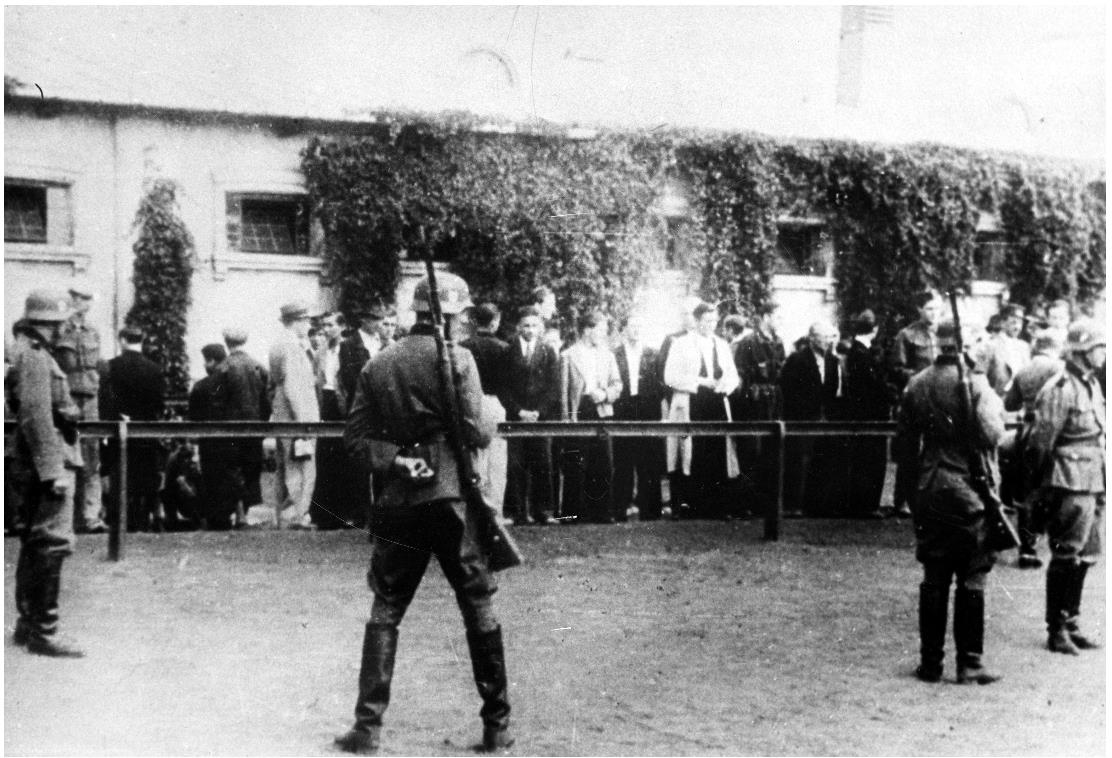
Vittime del rastrellamento, Varsavia, 1942.

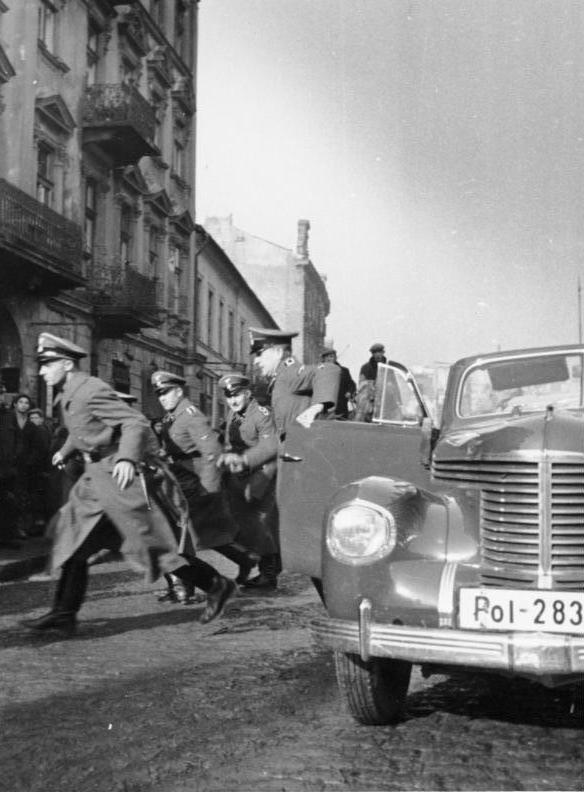
Retata del Sicherheitsdienst.

Il termine łapanka deriva dal verbo polacco łapać ("catturare") e richiama in modo sarcastico l'omonimo gioco infantile, il chiapparello.
La maggior parte delle persone arrestate finiva nei campi di lavoro (Arbeitslager), di concentramento o di sterminio, tra cui Auschwitz. Molte donne polacche venivano costrette a fare le schiave sessuali, i bambini venivano sottratti per essere adottati dalle famiglie tedesche. Gli ebrei scoperti e i polacchi colpevoli di averli ospitati subivano la fucilazione sul posto.
Il termine descriveva anche la tattica del blocco delle strade e la perquisizione sistematica degli edifici. Per i giovani tra i 20 e i 30 anni l'unico modo di non essere portati via dai nazisti fu procurarsi una carta d'identità (Ausweis) attestante che il possessore di essa lavorava alle dipendenze di una società nazista tedesca o di un'agenzia governativa locale; pertanto dopo il controllo dei documenti molti dei prelevati a Varsavia nella notte del 5 dicembre 1940 furono rilasciati.
Secondo le stime, tra il 1942 e il 1944 nella sola Varsavia le łapanka naziste facevano almeno 400 vittime al giorno, in alcuni casi si arrivava a diverse migliaia. Il 19 settembre 1942 quasi 3.000 persone, catturate nei massicci rastrellamenti in tutta la città nei due giorni precedenti, furono trasportati su treni ai lavori forzati in Germania.

## Territori interessati

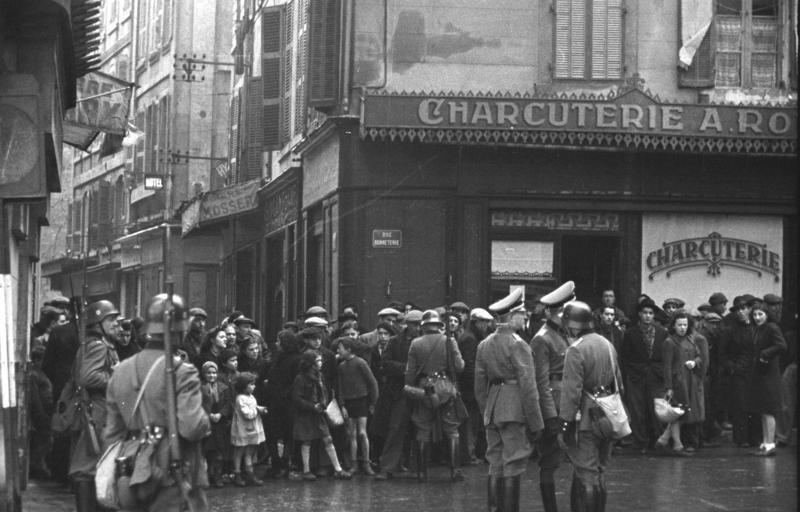
Retata nazista a Marsiglia, in Francia, gennaio 1943.

Questi rastrellamenti ebbero luogo anche in altri paesi occupati, in particolare nel nord della Francia, sebbene non così estesi come in Polonia. Il termine francese per questa pratica fu rafle, applicato principalmente al rastrellamento degli ebrei. In Danimarca e nei Paesi Bassi una retata nazista veniva detta razzia. I sovietici usarono tattiche simili per radunare i polacchi della classe media nella Polonia che occuparono dopo l'invasione del 1939 per poi spedirli nei campi di lavoro nelle più remote regioni dell'Unione Sovietica.
Storicamente, nella Francia coloniale il termine razzia definiva le incursioni musulmane, in particolare quelle allo scopo di saccheggiare e catturare gli schiavi nell'Africa occidentale e centrale, pratica nota come rezzou tra i Tuareg. La parola fu adottata da ġaziya del volgare arabo algerino e in seguito iniziò a riferirsi a qualsiasi atto di saccheggio, con la sua forma verbale razzier.

## Resistenza polacca

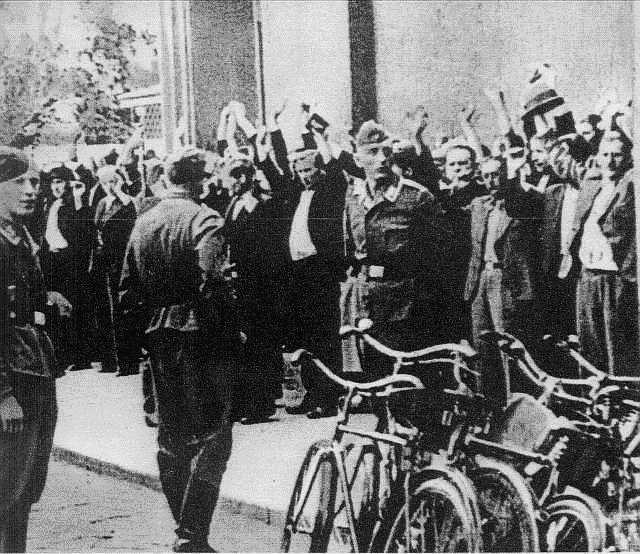
Il rastrellamento di Bydgoszcz, 8 settembre 1939.

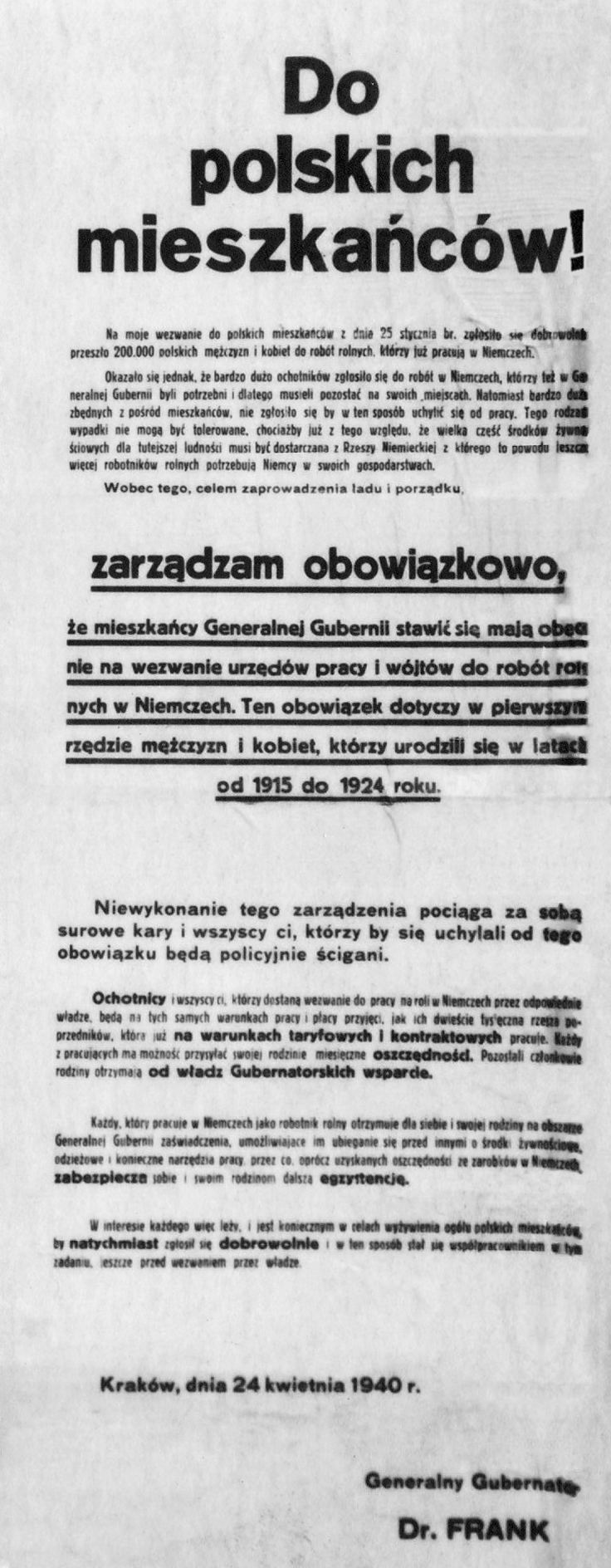
L'annuncio di Hans Frank sui lavori forzati, 1940

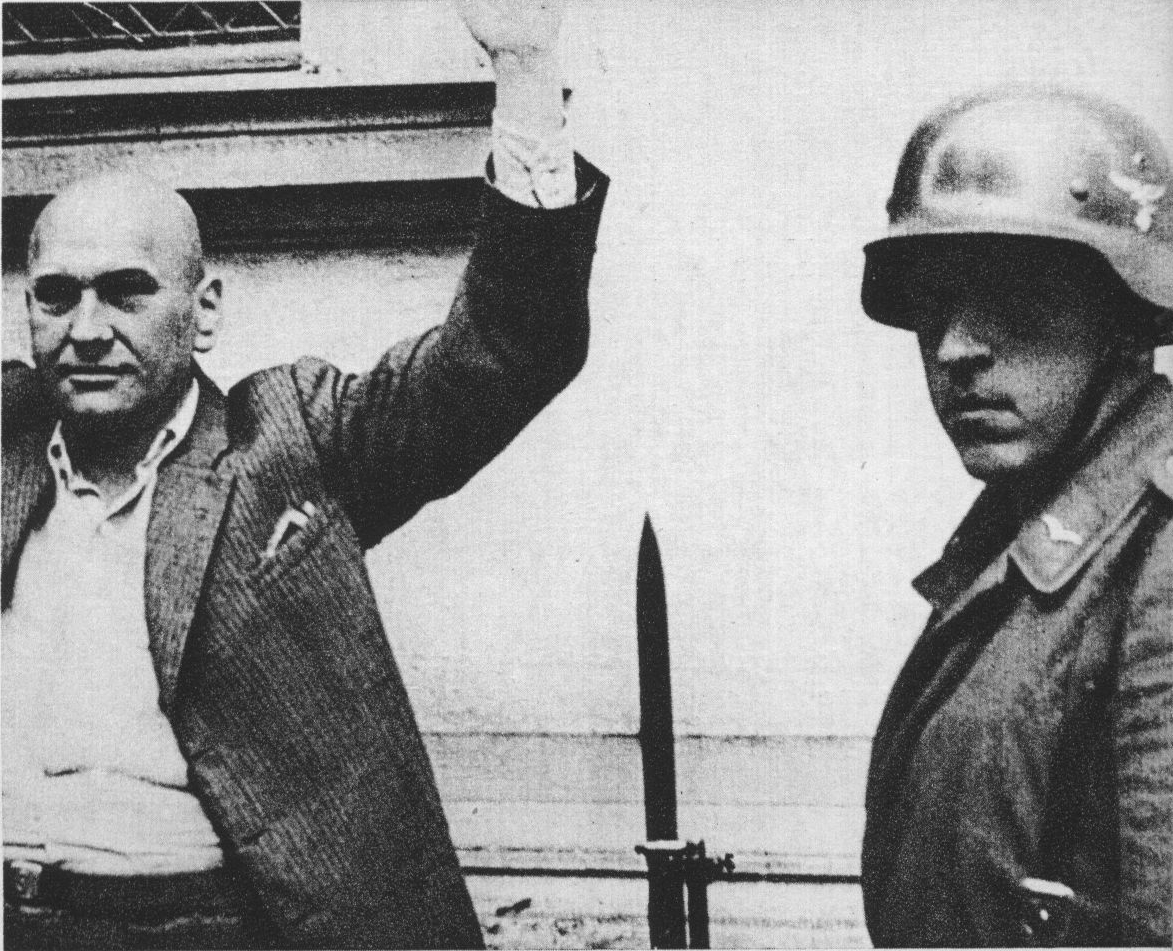
Retata di Bydgoszcz, 8 settembre 1939: un civile polacco sorvegliato da un soldato della Luftwaffe.

Auschwitz fu la destinazione principale dei polacchi provenienti dai ghetti. Per entrare nel campo di Auschwitz, l'agente segreto dell'Armia Krajova Witold Pilecki sfruttò il rastrellamento a Varsavia del 19 settembre 1940: uscì in strada di proposito e fu arrestato insieme ad altri civili.
Ad Auschwitz raccolse informazioni di prima mano e organizzò la resistenza dei detenuti, riunendoli nell'Unione dell'organizzazione militare (in polacco: Związek Organizacji Wojskowej, ZOW). Nel novembre 1940 inviò il primo rapporto sul campo e sul genocidio al quartier generale a Varsavia.
In risposta ai rastrellamenti, considerati atti di terrorismo nazista, la resistenza polacca effettuò alcuni attacchi contro le forze di occupazione e preparò un elenco di leader nazisti da eliminare. Il personale responsabile dell'organizzazione dei rastrellamenti, come i membri degli uffici locali, le SS, l'SD e la polizia nazista, furono condannati a morte dal tribunale clandestino della resistenza polacca per i crimini contro i cittadini polacchi durante l'occupazione della Polonia. Vista la particolare brutalità della polizia, l'AK uccise 361 gendarmi nel 1943 e 584 nel 1944. A Varsavia finivano uccisi dieci nazisti ogni giorno. Dall'agosto al dicembre 1942 l'AK lanciò 87 attacchi contro l'amministrazione nazista e contro i membri dell'apparato del terrore. Nel 1943 numero degli attacchi ebbe un'impennata: nei primi quattro mesi l'AK ne effettuò 514. Nell'operazione clandestina nota come operazione Główki, le unità combattenti polacche del Kedyw eliminarono gli organizzatori del rastrellamento:
1. Kurt Hoffman, capo dell'ufficio di collocamento a Varsavia, responsabile dell'organizzazione dei rastrellamenti dei polacchi. Ucciso dall'AK il 9 aprile 1943.[11]
2. Hugo Dietz, assistente di Hoffmann. Ucciso il 13 aprile 1943.
3. Fritz Geist, capo del dipartimento dell'ufficio di collocamento. Ucciso il 10 maggio 1943.
4. Willi Lübbert, che lavorò nell'ufficio di collocamento e organizzò i rastrellamenti dei polacchi da inviare nei campi di lavoro. Ucciso il 1º luglio 1944.
5. Eugen Bollodino, anch'egli dipendente dell'ufficio di collocamento che organizzò i rastrellamenti dei polacchi da inviare nei campi di lavoro nazisti. Ucciso dall'unità da combattimento DB-17 di pattuglia l'8 giugno 1944.

## Nella cultura di massa
La critica alla pratica nazista dei rastrellamenti fu il tema della canzone più popolare nella Varsavia occupata, Siekiera, motyka. Nel 1943 fu pubblicata dalle stampe clandestine della resistenza polacca nel libro Posłuchajcie ludzie..., una delle pubblicazioni bibuła della Komisja Propagandy dell'Armia Krajowa. La canzone fu anche riprodotta in diversi libri e dischi dopo la fine dell'occupazione. Nel 1946 fu usata nel primo film polacco girato dopo la guerra, Zakazane piosenki, diretto da Leonard Buczkowski.